# Lakkenahalli, Hosadurga
Lakkenahalli là một làng thuộc tehsil Hosadurga, huyện Chitradurga, bang Karnataka, Ấn Độ.